# Mercedes Sosa

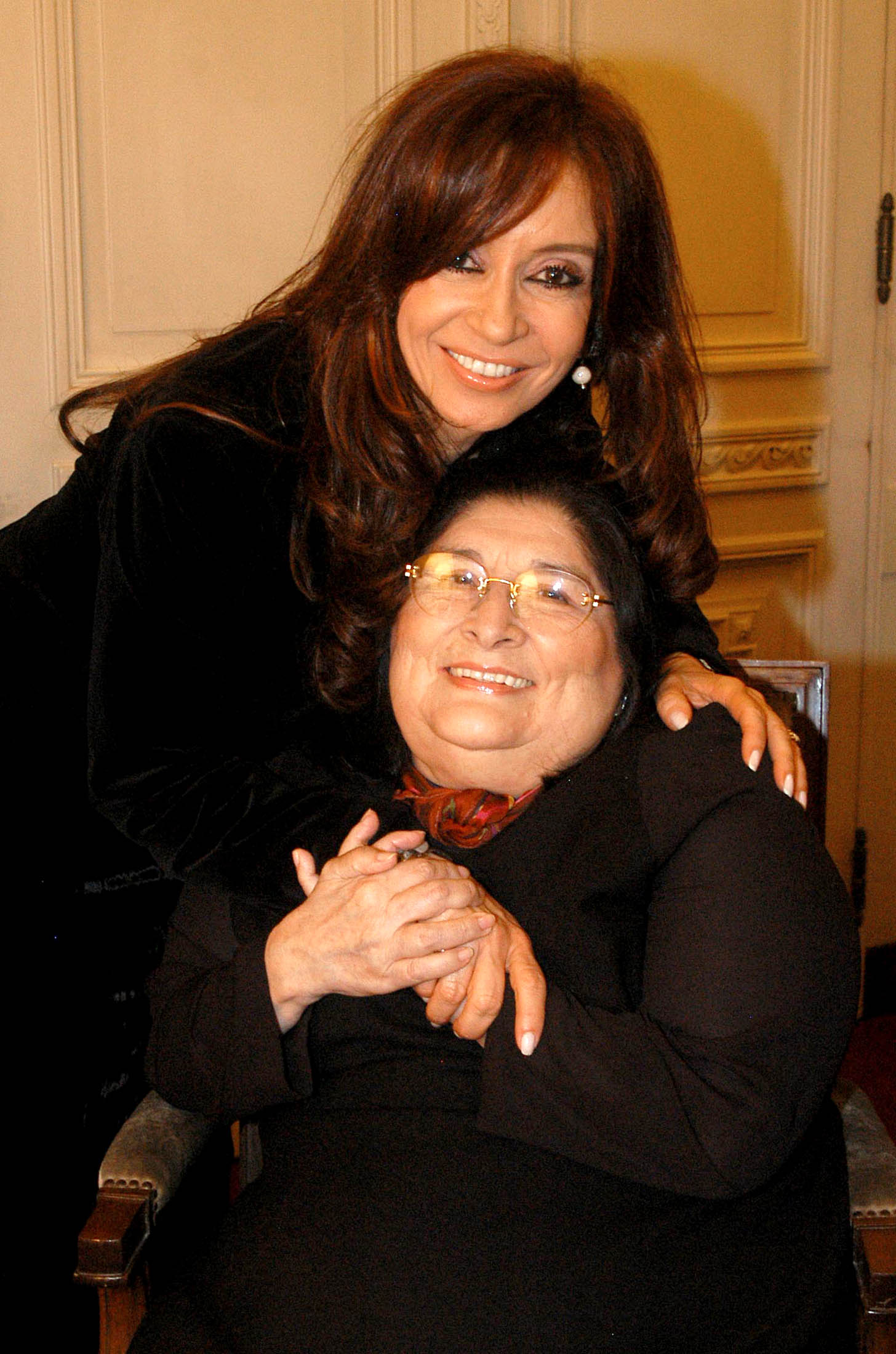
Mercedes Sosa (zittend), samen met Cristina Fernández de Kirchner, voormalig presidente van Argentinië

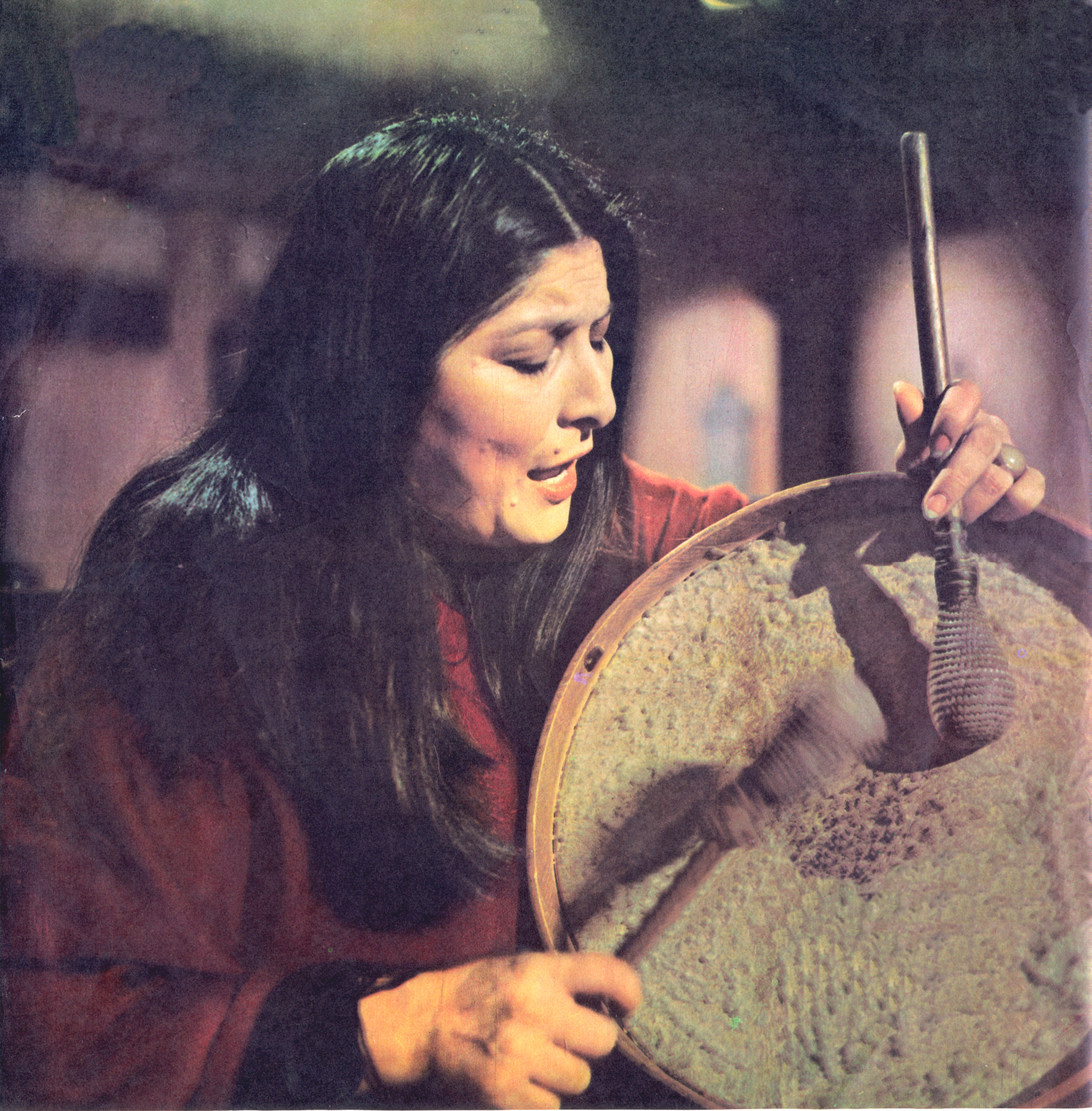
Mercedes Sosa in 1973

Haydée Mercedes Sosa (San Miguel de Tucumán, 9 juli 1935 - Buenos Aires, 4 oktober 2009) was een Argentijnse zangeres, die zeer populair was in Latijns-Amerika en bewonderd werd om haar intense stem. Haar bijnaam was La Negra.

## Levensloop
Sosa werd geboren in San Miguel de Tucumán, een grote stad in het noordwesten van Argentinië, en was samen met haar man Manuel Oscar Matus een van de sleutelfiguren van de Nueva canción-beweging. De liederen die ze ten gehore bracht waren veelal maatschappelijk bewogen en stonden 'dicht bij het volk'.
Sosa moest in de jaren tachtig vluchten uit Argentinië, omdat de militaire dictatuur haar als bedreigend beschouwde en ze meermaals met de dood werd bedreigd. Ze woonde drie jaar buiten Argentinië. In 1982 kon ze terugkeren naar Argentinië en in februari 1982 gaf ze een aantal concerten in Buenos Aires. Daarna volgden nog vele albums; ze zou er meer dan veertig maken. In 2000 won ze met Misa Criolla een Grammy voor het beste Folk Album bij de eerste jaarlijkse Latin Grammy Awards.
Mercedes Sosa overleed op 74-jarige leeftijd als gevolg van de nierproblemen waar ze al langer aan leed. President Fernández de Kirchner van Argentinië kondigde drie dagen nationale rouw af.

## Bekende nummers
- Gracias a la vida (cover Violeta Parra)
- Alfonsina y el Mar
- Al jardin de la Republica

## Albums
- La voz de la zafra (1962)
- Canciones con Fundamento (1965)
- Yo no canto por cantar (1966)
- Hermano (1966)
- Para cantarle a mi gente (1967)
- Con sabor a Mercedes Sosa (1968)
- Mujeres Argentinas (1969)
- Navidad con Mercedes Sosa (1970)
- El grito de la tierra (1970)
- Homenaje a Violeta Parra (1971)
- Hasta la victoria (1972)
- Cantata Sudamericana (1972)
- Traigo un pueblo en mi voz (1973)
- Si se calla el cantor (1973) (met Gloria Martín, live in Venezuela)
- Niño de mañana (1975)
- A que florezca mi pueblo (1975)
- En dirección del viento (1976)
- O cio da terra (1977)
- Mercedes Sosa interpreta a Atahualpa Yupanqui (1977)
- Si se calla el cantor (1977) - verzamelalbum
- Serenata para la tierra de uno (1979)
- A quién doy (1980)
- Gravado ao vivo no Brasil (1980)
- Mercedes Sosa en Argentina (1982)
- Mercedes Sosa (1983)
- Como un pájaro libre (1983)
- Recital (1983)
- Todavía Cantamos (1984)
- En vivo en Argentina (1984)
- ¿Será posible el sur? (1984)
- Vengo a ofrecer mi corazón (1985)
- Corazón americano (1985) (met Milton Nascimento en León Gieco)
- Mercedes Sosa ´86 (1986)
- Mercedes Sosa ´87 (1987)
- Vivir (1987)
- La Negra (1988)
- Amigos míos (1988)
- Live in Europe (1989)
- Mercedes Sosa en vivo en Europa (1990)
- De mí (1991)
- 30 años (1993)
- Sino (1993)
- Corazón Libre, 30 años (1993)
- Gestos de amor (1994)
- Live in Argentina (1994)
- Live in Europe (1994)
- Será Posible el Sur (1994)
- Vivir (1994)
- Oro (1995)
- Escondido en mi país (1996)
- Gracias a la Vida (1996)
- Alta fidelidad (1997) (met Charly García)
- Colección Mi Historia (1997)
- Al despertar (1998)
- Misa Criolla (1999)
- Serie Millennium 21 (1999)
- La Negra (2000)
- Acústico (2002)
- Grandes Éxitos, Vols. 1 & 2 (2002)
- 40 Obras Fundamentales (2003)
- Argentina quiere cantar (2003) (met Víctor Heredia en León Gieco)
- Voz y Sentimiento (2003)
- Corazón Libre (2005)
- Éxitos Eternos (2005)
- La Historia del Folklore (2007)
- Cantora 1 (2009)
- Cantora 2 (2009)
- Deja la vida volar (2010)
- Censurada (2011)
- Siempre en ti (2013)
- Selva sola (2013)
- Ángel (2014)
- Lucerito (2015)

## Biografieën
- Mercedes Sosa, La Negra van Rodolfo Braceli (Spaans)
- Mercedes Sosa, La Mami van Fabián Matus (Spaans)
- Mercedes Sosa, The Voice of Hope van Anette Christensen
- Mercedes Sosa, More than a Song van Anette Christensen

## Documentaire
- Mercedes Sosa, La voz de Latinoamérica van Fabián Matus
- Mercedes Sosa, Será possible el sur? van Stefan Paul
- Como un Pájaro Libre door Ricardo Willicher
- Three Worlds, Three Voices, One Vision (opnames van tournee met Joan Baez en Konstantin Wecker in Duitsland in 1988)
- Mercedes Sosa, Acústico en Suiza (live concert)
- Cantora, un viaje íntimo (Opnames van de opname van de dubbel-cd "Cantora")

## Websites
- http://www.mercedessosa.org/ (Spaans)
- https://www.mercedes-sosa.com/view_book.html
- YouTube-kanaal met afspeellijsten